# Alfons Wonneberg
Alfons Wonneberg (* 22. April 1927 in Berlin; † 12. August 2013 in Schöneiche bei Berlin) war ein deutscher Jazz- und Unterhaltungsmusiker, der als Arrangeur, Bandleader und Hochschullehrer hervorgetreten ist.
Wonneberg lernte Violine und Akkordeon und studierte ab 1945 in Berlin am Städtischen Konservatorium Trompete, Akkordeon und Posaune. Er war Leiter der IG Jazz. 1947 gründete er sein erstes Orchester, mit dem er Jazz und Tanzmusik spielte und auch auf Auslandstourneen gehen durfte. Zeitweilig war er Lektor bei Lied der Zeit. Im Jahre 1957 machte er seine erste Aufnahme für das Schallplattenlabel Amiga, als er mit seinem Ensemble die Sängerin Georgia Milton begleitete (My Blue Heaven/Lover Man). Er gründete das nach ihm benannte Alfons Wonneberg Orchester, mit dem er in 48 Ländern weltweit aufgetreten ist. Nina Hagen kam 1972 zu ihm und begann dort ihre Karriere. Ab 1976 leitete er die Abteilung Tanz- und Unterhaltungsmusik an der Hochschule für Musik „Hanns Eisler“ Berlin bis zu seiner Pensionierung. Er lehrte dann noch bis 2007 Geschichte des Jazz und Arrangement.
1999 gründete Wonneberg die erste Berliner Uni-Big-Band (Uni Big Band Berlin des Collegium Musicum von FU und TU Berlin), die er zwei Jahre lang leitete. Er war Leiter der Boys & Girls-Bigband und spielte mit dem Cappuccino-Quartett Kaffeehausmusik. Bei verschiedenen Landesjugendorchestern war er Gastdirigent und Juror.
Im Laufe seines Lebens schrieb Wonneberg hunderte Arrangements für Orchester. 1959 erhielt er den Kunstpreis der DDR.

## Lexikalische Einträge
- Jürgen Wölfer: Jazz in Deutschland. Das Lexikon. Alle Musiker und Plattenfirmen von 1920 bis heute. Hannibal, Höfen 2008, ISBN 978-3-85445-274-4.